# Capanna Regina Margherita

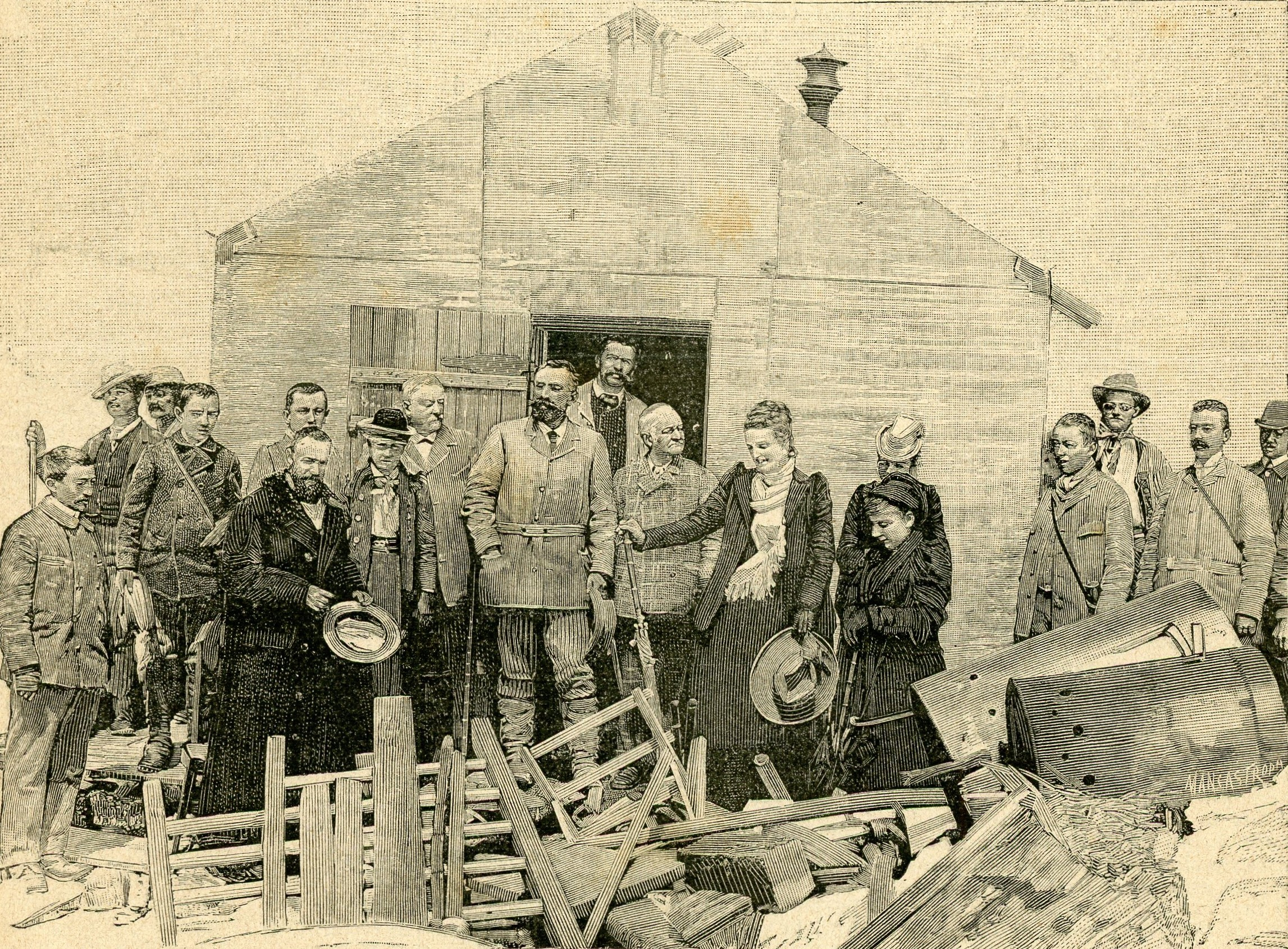
La capanna Regina Margherita sulla Vetta Gnifetti in una xilografia di fine Ottocento.

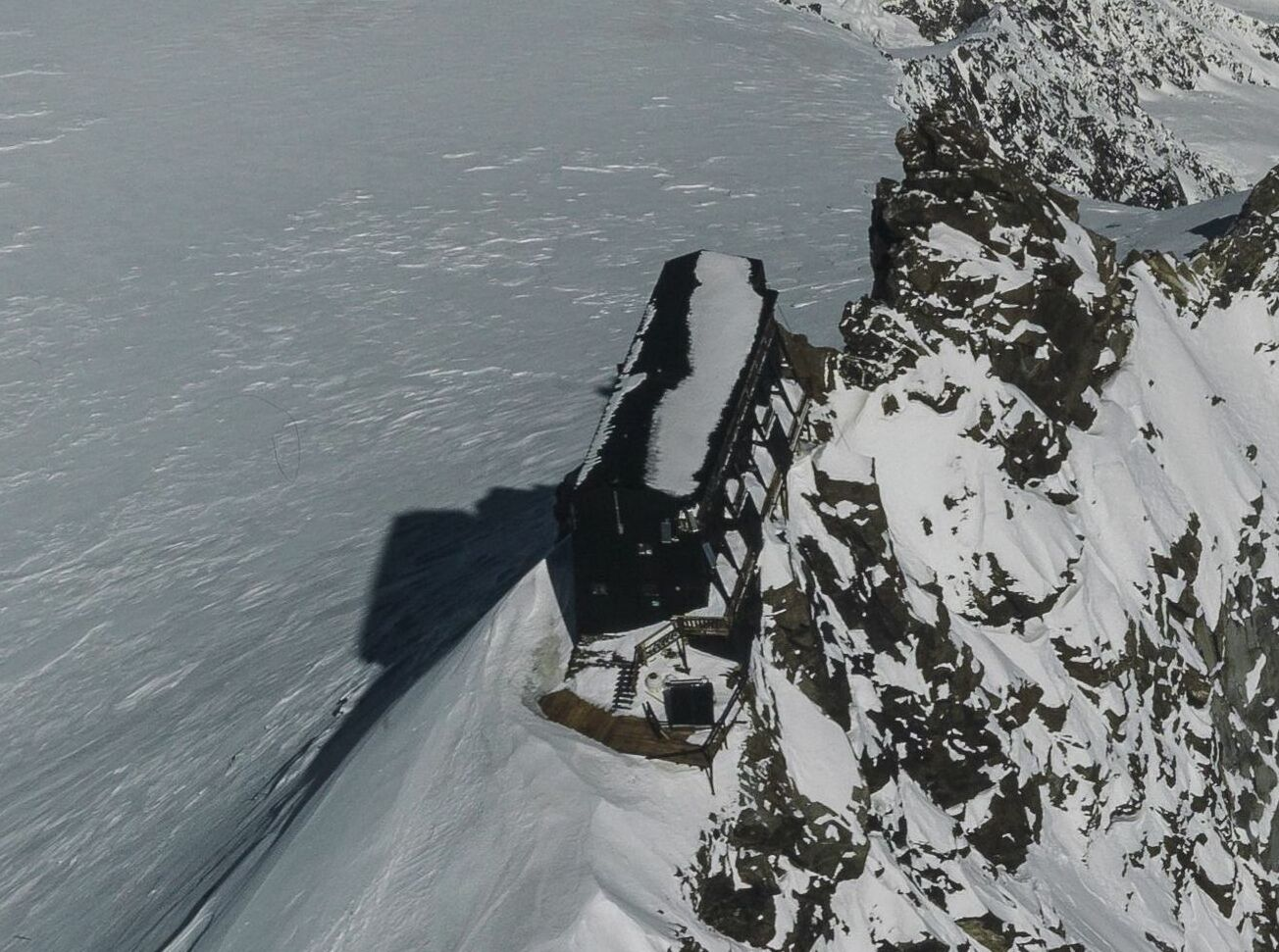
Aerofotogrammetria, 1995

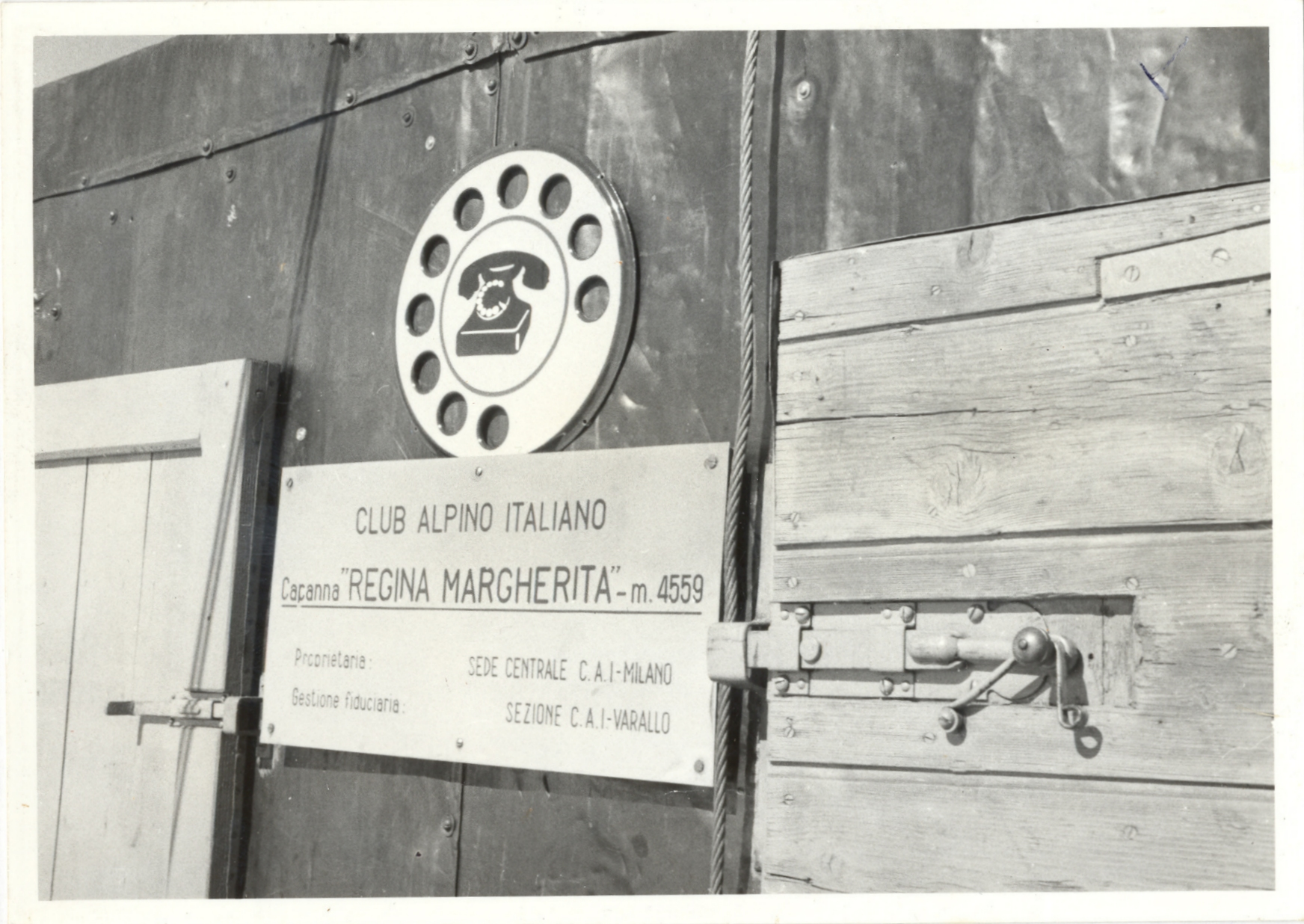
Posto Telefonico Pubblico SIP alla Capanna-Rifugio Regina Margherita, Punta Gnifetti del Monte Rosa, 1967: si trattava del collegamento radiotelefonico più elevato d’Europa, a 4 559 m s.l.m. Foto Archivio Storico TIM

La capanna Regina Margherita (in francese, cabane reine Marguerite) è un rifugio alpino che sorge sulla vetta della punta Gnifetti, nel gruppo del Monte Rosa, a quota 4 554 metri d'altitudine ed è il rifugio alpino più alto d'Europa, nonché uno degli osservatori fissi più alti al mondo. Fu il primo rifugio alpino aperto sul versante italiano delle Alpi, seguito nel 1895 dalla capanna Grigna Vetta.

## Storia
La realizzazione del rifugio fu decisa dall'assemblea dei soci del Club Alpino Italiano di Torino del 14 luglio 1889. La capanna, predisposta a valle, fu trasportata dapprima con i muli e poi a spalla e infine montata in vetta.
La capanna fu inaugurata il 18 agosto 1893 con la presenza della regina Margherita di Savoia. La costruzione era costata 17 094 lire e 55 centesimi e la tassa d'ingresso del giorno dell'inaugurazione fu fissata in una lira, versata anche dal direttore dei lavori.
Il rifugio-laboratorio fu di grande importanza per le ricerche di Angelo Mosso sulla medicina d'alta quota agli inizi del XX secolo. Visti gli spazi esigui presenti alla capanna Margherita, venne costruito e inaugurato il 27 agosto 1907 l'Istituto Mosso, situato poco sotto il passo dei Salati, a 2 900 metri di altitudine, edificio tuttora esistente.
Demolita la capanna originale nel 1979, venne costruito a Failungo Superiore, frazione di Piode in Valsesia, il nuovo rifugio-laboratorio, inaugurato il 30 agosto 1980. Attualmente la struttura ospita 70 posti letto ed è affollata soprattutto nei mesi estivi di luglio e agosto.
Nella capanna è inoltre attiva, a cura della Commissione "Italo Grassi" della sezione CAI di Varallo Sesia, una piccola biblioteca a disposizione degli alpinisti, che si può considerare la biblioteca più alta d'Europa. Inaugurata il 6 agosto 2004 con circa 160 volumi ricevuti in dono da alcune case editrici, più altre riviste e pubblicazioni, contava nel 2010 circa 350 volumi.
Dal 2000 il rifugio è sede della più alta stazione meteorologica d'Europa. La progettazione e realizzazione è stata commissionata dalla Regione Piemonte ad una società di monitoraggio ambientale. I sensori della stazione registrano i valori di temperatura, radiazione solare e velocità del vento, utili all'elaborazione delle previsioni del tempo e a fini climatici. La stazione è tuttora attiva e funzionante.
Dal 2007 il rifugio è dotato di collegamento a Internet Wi-Fi, progettato e realizzato dal laboratorio iXem del Politecnico di Torino. La capanna è di proprietà del CAI - Sede centrale, che l'ha ceduta in concessione fiduciaria alla sezione di Varallo Sesia.

## Accesso
La tradizionale via d'accesso parte da Alagna Valsesia, itinerario lungo il quale si svolse nel 1842 anche la prima salita alla cima da parte del parroco del paese, Giovanni Gnifetti. È però possibile raggiungere la capanna Regina Margherita seguendo diversi itinerari (tutti di stampo alpinistico): partendo dalla capanna Giovanni Gnifetti oppure dal vicino rifugio città di Mantova (via normale), partendo dal rifugio svizzero Monte Rosa Hütte, oppure dalla capanna Resegotti, in questo caso seguendo la difficile cresta Signal.